# 里奥德瓦
里奥德瓦，是西班牙阿拉贡自治区特鲁埃尔省的一个市镇。总面积34平方公里，总人口201人（2001年），人口密度6人/平方公里。